# Germain-Louis Chauvelin
Pour les articles homonymes, voir Chauvelin.
Germain-Louis Chauvelin, marquis de Grosbois né le 26 mars 1685 et décédé à Versailles le 1er avril 1762 est un homme politique français qui fut garde des sceaux et secrétaire d’État aux Affaires étrangères de Louis XV.

## Biographie

### Famille
Germain-Louis Chauvelin est issu d’une famille d’avocats au Parlement de Paris, installée dans la capitale vers 1530 et fixée dans le quartier de la place Maubert. Au XVIIe siècle, une branche de la famille s’allie avec celle du chancelier Michel Le Tellier, qui prend à son service, et à celui de son fils Louvois, plusieurs de ses membres. Germain-Louis Chauvelin est le fils de l’un d’entre eux, Louis III Chauvelin, qui fut intendant en Franche-Comté (1673-1684) et en Picardie (1684-1694), et de sa femme, Marguerite Billard.

### Du parlement de Paris à la fonction de garde des Sceaux
Le 1er novembre 1706, Germain-Louis Chauvelin est pourvu des offices de conseiller au Grand Conseil et de grand rapporteur et correcteur des lettres de chancellerie. Le 31 mai 1711, il obtient une charge de maître des requêtes. À la mort de son frère aîné, Louis IV Chauvelin, en 1715, il reprend son office d’avocat général au parlement de Paris puis, en 1718, achète une charge de président à mortier qui l’élève au sommet de la hiérarchie de la cour souveraine.
Le maréchal d’Huxelles, qui préside le conseil des affaires étrangères et entre au conseil de Régence en 1718, le présente au cardinal Fleury dont il devient le collaborateur et le conseiller. Lorsque le cardinal Fleury devient principal ministre en 1726, il ne tarde pas à faire entrer Chauvelin au Gouvernement : il est nommé garde des sceaux le 17 août 1727 à la suite de la démission de Joseph Fleuriau d'Armenonville, puis secrétaire d’État aux Affaires étrangères le lendemain à la suite de la démission de Charles Jean Baptiste Fleuriau de Morville.
Comme Garde des sceaux, Chauvelin dut partager ses attributions avec Henri François d'Aguesseau, qui conservait la charge inamovible de chancelier de France. Le 2 septembre 1727, le roi établit un partage des attributions entre les deux hommes : d’Aguesseau conservait la présidence des conseils et la représentation du roi auprès du Parlement tandis que Chauvelin recevait les affaires de la Librairie et la présidence du Sceau. À ce titre Chauvelin eut à exercer la censure sur les nombreux ouvrages liés à la controverse autour de la bulle Unigenitus. En outre, le droit du sceau lui assurait des revenus importants. Barbier le qualifie de « prodigieusement riche ». Il put ainsi, en 1731, acheter le château de Grosbois à Samuel-Jacques Bernard (1686-1753), fils du financier Samuel Bernard, et le faire ériger en marquisat en mars 1734.
Cette même année, il devient seigneur engagiste du château de Brie-Comte-Robert ; en 1750, il fait raser les tours et les courtines à la hauteur du premier étage, en épargnant toutefois la tour Saint-Jean, symbole seigneurial.

### Secrétaire d'Etat aux Affaires étrangères
Comme secrétaire d’État aux Affaires étrangères, Chauvelin se montre très hostile à l’Autriche à qui il cherche constamment à opposer l’Espagne. Fleury, pacifiste, négocie souvent en sous-main, comme en 1735 pour les préliminaires de Vienne, qui subordonnent la paix à la résolution de la question lorraine : le cardinal obtient, par des négociations secrètes, la renonciation de François de Lorraine, Chauvelin n’intervenant que pour vaincre les dernières résistances de l’Autriche.

### Disgracié
Le 20 février 1737, Chauvelin, dont Fleury n’avait plus besoin, fut renvoyéet conduit à son château de Grosbois, puis à Bourges le 6 juin suivant. Il tenta de se rapprocher de Louis XV à la mort de Fleury en janvier 1743 mais subit une seconde disgrâce et fut exilé à Issoire, puis à Riom. « On s’explique mal de telles rigueurs, observe Jean de Viguerie. Chauvelin avait été l’un des confidents du roi qui lui écrivait souvent. Mais c’est peut-être là justement la cause de sa disgrâce. Louis XV a pu regretter de s’être confié à lui. »
Il parvint à rentrer à Paris en avril 1746 grâce à l’intercession du marquis d’Argenson et du comte de Maurepas mais n’intervint plus dans la vie politique jusqu’à sa mort en 1762.

### Famille
En 1718, il épouse une riche héritière, Anne Cahouet de Beauvais (1695-1758), fille de Claude, premier président du bureau des finances de la généralité d’Orléans, et d'Anne Fontaine. Ils ont plusieurs enfants :
- Claude-Louis (1718-1750), marquis de Grosbois, sans postérité ;
- Anne-Espérance (née le 8 décembre 1725), qui épouse en premières noces en 1747 Henri-René-François-Édouard Colbert de Maulévrier (mort en 1748 ; arrière-petit-fils d'Edouard-François) et en secondes noces le 3 mars 1763 le comte Louis des Acres de L’Aigle ;
- Anne-Madeleine (née en 1727), qui épouse en 1748 Louis-Michel Chamillart (1709-1774), comte de La Suze, petit-fils de Michel ;
- Anne-Sabine-Rosalie (née en 1732), qui épouse en 1752 Jean-François de La Rochefoucauld (1735-1789), comte de Surgères ;